# James Baily
James Baily, né le 1er février 1975 à Portsmouth, est un ancien joueur britannique de tennis.

## Carrière
Vainqueur du tournoi junior de l'Open d'Australie 1993.
Il a joué un match de qualification sur le circuit Challenger contre son compatriote Mark Schofield, perdu 4-6, 0-6.
Il a joué sur des tournois "Satellite" en simple et en double sans remporter de titre.